# Wejdę wyjdę
Wejdę Wyjdę (styl. WEJDĘ WYJDĘ) – singel Skolima, Hellfielda oraz Divixa, pochodzący z albumu „Król Latino”, który został wydany 20 czerwca 2024.

## Twórcy
Opracowane na podstawie materiałów źródłowych.
- Skolim – wokal, tekst, kompozycja
- Hellfield – wokal, tekst, kompozycja, produkcja
- Divix – wokal, tekst, kompozycja, produkcja
- Luxon Git – tekst, kompozycja

## Lista utworów
- Digital download[1]

1. „WEJDĘ WYJDĘ” – 2:04

## Teledysk
Do utworu powstał teledysk, który udostępniono 20 czerwca 2024 za pośrednictwem serwisu YouTube.

## Certyfikaty i sprzedaż
| Kraj          | Certyfikat  | Sprzedaż |
| ------------- | ----------- | -------- |
| Polska (ZPAV) | złota płyta | 25 000+  |